# Ур
Ур е един от най-древните градове в Месопотамия, разположен на река Ефрат, недалеч от Персийския залив. При основаването си, около 3 хилядолетие пр.н.е., е бил на морския бряг, но поради затлачването на Персийския залив, сега се намира във вътрешността на континента, близо до град Насирия в днешен Ирак.
Достига най-голям разцвет около 2000 г. пр. Хр., когато е бил най-големият град на Земята, с население от 65 000 души.
Руините на града са открити от Пиетро дела Вале през 1625 г., а първите интензивни разкопки са предприети в средата на 19 век, от Джон Джордж Тейлър, дипломат и археолог.